# Хахорек, Станислав
Стани́слав Ма́риан Хахо́рек (пол. Stanisław Marian Hachorek; 21 января 1927, Челядзь — 24 октября 1988, Варшава) — польский футболист, нападающий. В составе «Гвардии» (Варшава) становился лучшим бомбардиром чемпионата Польши в сезоне 1955 года, лучший бомбардир «Гвардии» в первой лиге за всю историю команды. В составе сборной Польши принимал участие в футбольном турнире Олимпийских игр 1960 года.

## Карьера
Начинал карьеру в командах «Челядзь» и ВМКС (Катовице), в 1948 году стал футболистом варшавской «Гвардии». В «Гвардии» стал основным игроком и вышел вместе с командой в первую лигу. Выиграл Кубок Польши 1954 года, в переигровке финального матча против «Гвардии» (Краков) 9 сентября Хахорек забил 2 гола и помог своей команде одержать победу со счётом 3:1. В следующем сезоне 1955 года стал лучшим бомбардиром, забив 16 мячей. Оставшись в команде после её вылета из первой лиги в сезоне-1960, стал лучшим бомбардиром второй лиги с 25 голами и вместе с «Гвардией» за один год вернулся в высший эшелон польского футбола. Всего за «Гвардию» провёл 174 матча в первой лиге, в которых забил 86 мячей, что является рекордом клуба; в Кубке европейских чемпионов — 4 матча.
Заканчивал карьеру в «Варшавянке», в ту пору игравшей в третьей лиге.
В период выступлений за «Гвардию» был одним из основных футболистов сборной Польши. Дебютировал за первую сборную в товарищеском матче против сборной Румынии в Бухаресте 29 мая 1955 года, заменив в перерыве Эрнеста Поля. В этом же матче, завершившимся со счётом 2:2, забил первый гол за сборную. Принял участие во всех матчах польской команды в рамках олимпийского футбольного турнира 1960 года. Забил по одному мячу в каждом из матчей отборочного турнира против сборной Финляндии (3:1 на выезде и 6:2 дома в пользу Польши) и в выездном неофициальном матче против олимпийской сборной Западной Германии в Эссене (3:0). В финальном турнире забил в ворота сборной Туниса 26 августа (6:1), но эта победа осталась для поляков единственной: проиграв 29 августа Дании (1:2) и 1 сентября Аргентине (0:2) польская сборная выбыла из дальнейшей борьбы. Матч против датчан стал для Хахорека последним официальным за сборную, а встреча с аргентинцами — последней с учётом неофициальных игр.
Всего за сборную Польши сыграл 16 (+3) матчей и забил 8 (+1) мячей.

## Достижения

### Командные
- Серебряный призёр чемпионата Польши: 1957
- Бронзовый призёр чемпионата Польши: 1959
- Обладатель Кубка Польши: 1954
- Победитель второй лиги Польши: 1961

### Личные
- Лучший бомбардир чемпионата Польши: 1955
- Лучший бомбардир второй лиги Польши: 1961